# 六羟基联苯二甲酸
六羟基联苯二甲酸是一种有机化合物，化学式[(HO)3C6HCO2H]2，是2,2'-联苯二甲酸的六羟基衍生物，也是没食子酸的二聚体。